# Narrows (Wirginia)
Narrows – miasto w Stanach Zjednoczonych, w stanie Wirginia, w hrabstwie Giles.